# Chimonobambusa marmorea
Chimonobambusa marmorea är en gräsart som först beskrevs av Algernon Bertram Freeman Mitford, och fick sitt nu gällande namn av Tomitaro Makino. Chimonobambusa marmorea ingår i släktet Chimonobambusa och familjen gräs. Inga underarter finns listade i Catalogue of Life.

## Bildgalleri

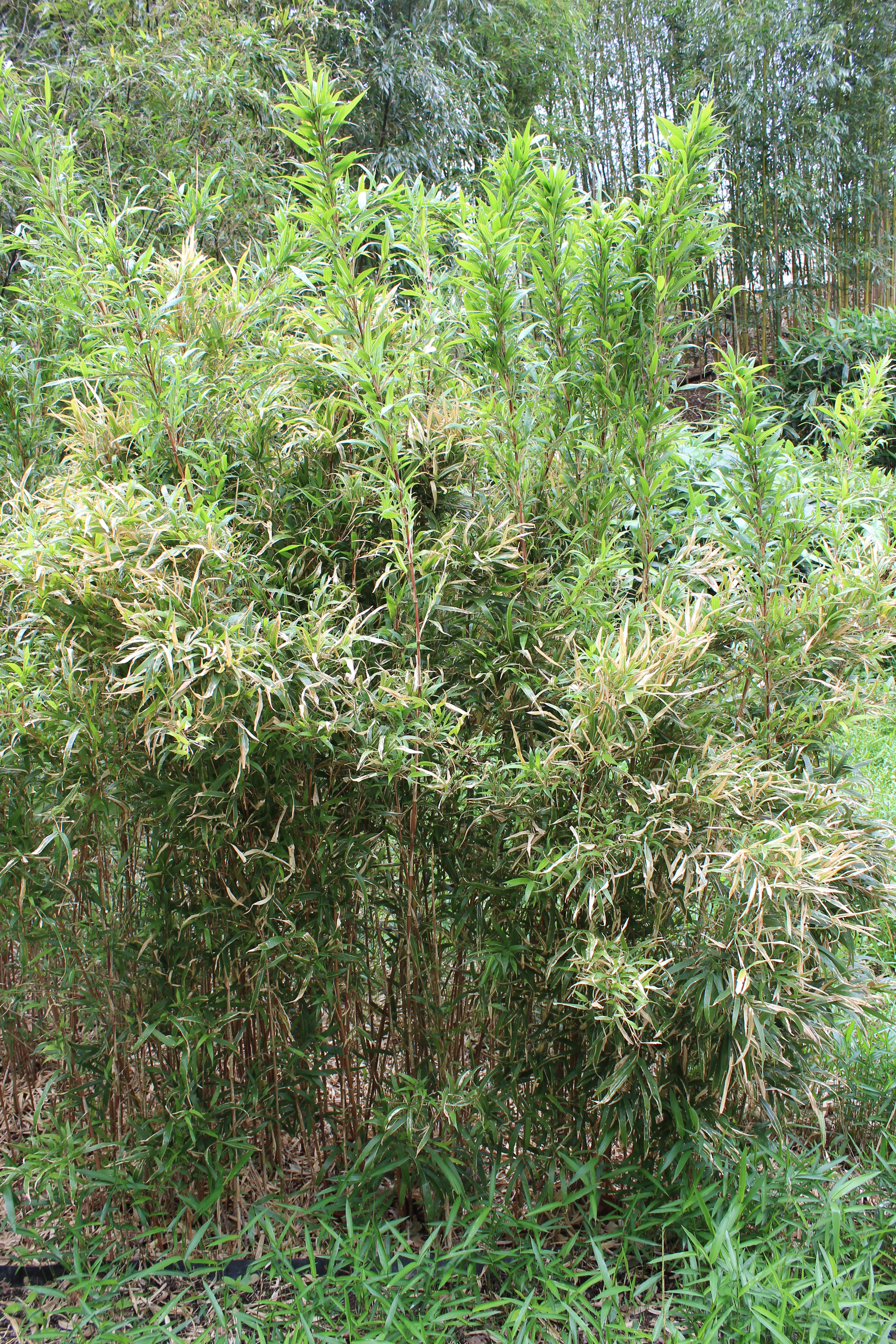
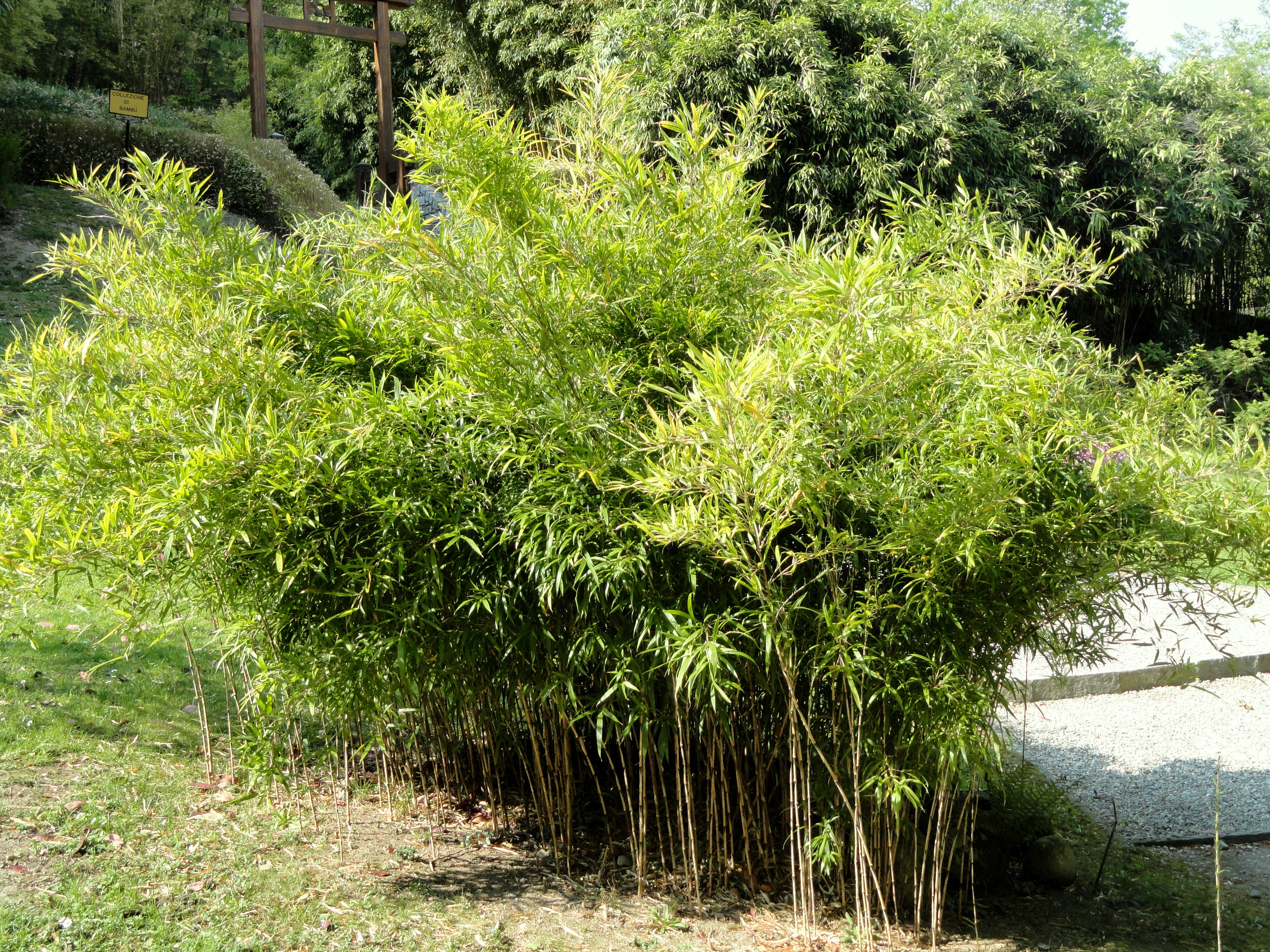